# Esther McGregor
Esther Rose McGregor (* 22. Oktober 2001 in London) ist eine britische Schauspielerin, Model und Musikerin.

## Leben und Karriere
McGregor wurde in London als Tochter des schottischen Schauspielers Ewan McGregor und der französisch-griechischen Produktionsdesignerin Eve Mavrakis geboren. Im Alter von 11 Jahren zog sie mit ihrer Familie nach Los Angeles. Sie ist bilingual in Englisch und Französisch und wurde im jüdischen Glauben erzogen. Nach dem Besuch der North Bridge House School in London studierte sie an der New York University. Ihr ältere Schwester Clara McGregor ist ebenfalls Schauspielerin.
Ihr Debüt gab sie 2022 in der Serie Obi-Wan Kenobi.  Im selben Jahr übernahm sie die Rolle der Natalie in High School. 2024 spielte sie in dem Film Babygirl mit. 2025 war sie in Solange wir lügen zu sehen.
Neben der Schauspielerei ist McGregor auch als Model tätig und arbeitete für Marken wie Fendi, Miu Miu und Celine. Während der COVID-19-Pandemie gründete sie zusammen mit Leo Major die Band French Thyme und veröffentlichte 2020 ein erstes EP.

## Filmografie
Filme
- 2023: Bleeding Love / You Sing Loud, I Sing Louder
- 2024: Babygirl
- 2024: The Room Next Door

Serien
- 2022: Obi-Wan Kenobi
- 2022: High School
- 2025: Solange wir lügen (We Were Liars)